# Selommes
 Selommes  es una población y comuna francesa, en la región de Centro, departamento de Loir y Cher, en el distrito de Vendôme y cantón de Selommes.

## Demografía
| 730 | 714 | 705 | 720 | 734 | 758 |
| Para los censos de 1962 a 1999 la población legal corresponde a la población sin duplicidades (Fuente: INSEE [Consultar]) |     |     |     |     |     |